# Marino Sato
Marino Sato (en japonés: 佐藤 万璃音, Satō Marino; Tokio, Japón; 12 de mayo de 1999) es un piloto de automovilismo japonés. Fue campeón de la Eurofórmula Open en 2019 y desde ese año hasta 2022 corrió en el Campeonato de Fórmula 2 de la FIA. Desde 2023 es piloto de United Autosports en la clase LMP2 de la European Le Mans Series, resultando subcampeón como debutante. En 2024 también compite en el Campeonato Mundial de Resistencia de la FIA (WEC) en la categoría LMGT3.

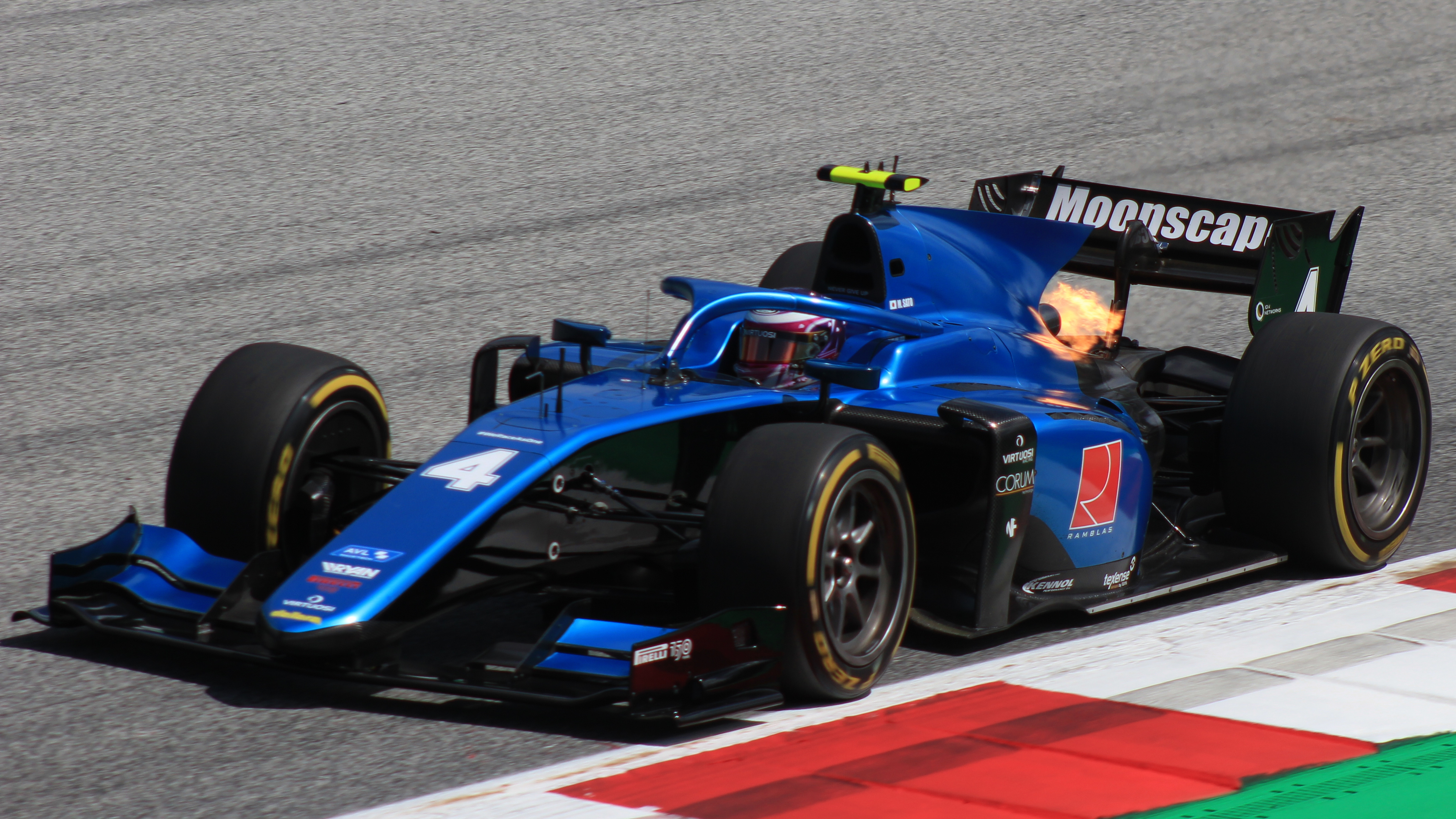
Marino Sato en Spielberg, 2022.

En 2020 participó en los entrenamientos de postemporada de Fórmula 1 con la escudería AlphaTauri junto a su compatriota Yuki Tsunoda.

## Carrera

### Karting
Sato comenzó su carrera en el automovilismo en el karting en 2011. Su principal resultado en este período llegó en 2012 cuando quedó segundo detrás de Jehan Daruvala en el Campeonato Asiático de KF3. En 2013 y 2014 también participó en campeonatos de Europa y campeonatos del mundo.

### Fórmula 4
En 2015, Sato cambió a las carreras de fórmula, haciendo su debut en la Fórmula 4 en el Campeonato de Italia de Fórmula 4 para el equipo Vincenzo Sospiri Racing. Consiguió un lugar en el podio en el Adria International Raceway para terminar décimo en el campeonato con 62 puntos.
Sato continuó conduciendo para Sospiri en la Fórmula 4 italiana en 2016. Tuvo una segunda temporada difícil, que sin embargo logró cerrar con su primera victoria en el campeonato en el Autodromo Enzo e Dino Ferrari. Debido a los menores resultados en las otras carreras, cayó al decimoctavo lugar en el campeonato con 42 puntos.

### Fórmula 3
En 2017, Sato hará su debut en la Fórmula 3 en el Campeonato Europeo de Fórmula 3 de la FIA para el equipo Motopark. Solo anotó un punto con un décimo puesto en el Red Bull Ring y terminó decimonoveno en la clasificación. Al final de la temporada, participó en el Gran Premio de Macao, en el que se retiró en la carrera principal.
En 2018, Sato permaneció activo en la Fórmula 3 europea en Motopark. En la primera mitad de la temporada consiguió puntos puntuales, con un cuarto puesto en el Circuito de Zandvoort como punto culminante. Sin embargo, no pudo terminar entre los 10 primeros en la segunda mitad de la temporada. Con 31,5 puntos terminó decimosexto en la puntuación final. También participó nuevamente en el Gran Premio de Macao, pero se retiró después de un accidente en la primera vuelta.
En 2019, la Fórmula 3 Europea dejó de existir, tras lo cual Sato se marchó con Motopark para el Eurofórmula Open. En el primer fin de semana de carrera en el Circuito Paul Ricard, inmediatamente se llevó su primera victoria en la segunda carrera. Tras seis fines de semana de carreras y doce carreras, ha conseguido ocho victorias.

### Fórmula 2
En 2019, Sato hizo su debut en la Fórmula 2 con el equipo Campos desde el fin de semana de carrera en Spa-Francorchamps, reemplazando a Arjun Maini. En 2020 es coequipero de Roy Nissany, en Trident.

## Resumen de carrera
| Temporada | Categoría                                           | Equipo                    | Carreras          | Victorias         | Poles             | VR                | Podios            | Puntos            | Pos.              |
| --------- | --------------------------------------------------- | ------------------------- | ----------------- | ----------------- | ----------------- | ----------------- | ----------------- | ----------------- | ----------------- |
| 2015      | Campeonato de Italia de Fórmula 4                   | Vincenzo Sospiri Racing   | 21                | 0                 | 0                 | 1                 | 1                 | 62                | 10.º              |
| 2016      | Campeonato de Italia de Fórmula 4                   | Vincenzo Sospiri Racing   | 21                | 1                 | 0                 | 0                 | 1                 | 42                | 18.º              |
| 2017      | Campeonato Europeo de Fórmula 3 de la FIA           | Motopark                  | 30                | 0                 | 0                 | 0                 | 0                 | 1                 | 19.º              |
| 2017      | Gran Premio de Macao                                | Motopark                  | 1                 | 0                 | 0                 | 0                 | 0                 | N/A               | DNF               |
| 2018      | Campeonato Europeo de Fórmula 3 de la FIA           | Motopark                  | 30                | 0                 | 0                 | 0                 | 0                 | 31.5              | 16.º              |
| 2018      | Gran Premio de Macao                                | Motopark                  | 1                 | 0                 | 0                 | 0                 | 0                 | N/A               | DNF               |
| 2019      | Eurofórmula Open                                    | Motopark                  | 16                | 9                 | 6                 | 5                 | 11                | 309               | 1.º               |
| 2019      | Campeonato de Fórmula 2 de la FIA                   | Campos Racing             | 6                 | 0                 | 0                 | 0                 | 0                 | 0                 | 21.º              |
| 2020      | Campeonato de Fórmula 2 de la FIA                   | Trident                   | 24                | 0                 | 0                 | 0                 | 0                 | 1                 | 22.º              |
| 2020      | Fórmula 1                                           | Scuderia AlphaTauri Honda | Piloto de pruebas | Piloto de pruebas | Piloto de pruebas | Piloto de pruebas | Piloto de pruebas | Piloto de pruebas | Piloto de pruebas |
| 2021      | Campeonato de Fórmula 2 de la FIA                   | Trident                   | 23                | 0                 | 0                 | 0                 | 0                 | 1                 | 21.º              |
| 2022      | Campeonato de Fórmula 2 de la FIA                   | Virtuosi Racing           | 28                | 0                 | 0                 | 0                 | 0                 | 6                 | 22.º              |
| 2023      | European Le Mans Series - LMP2                      | United Autosports USA     | 6                 | 3                 | 0                 | 0                 | 3                 | 100               | 2.º               |
| 2024      | Campeonato Mundial de Resistencia de la FIA - LMGT3 | United Autosports         | 8                 | 0                 | 1                 | 0                 | 1                 | 36                | 18.º              |
| 2024      | European Le Mans Series - LMP2                      | United Autosports         | 6                 | 0                 | 1                 | 0                 | 1                 | 29                | 10.º              |
| 2024      | Copa Porsche Carrera Japón                          | PONOS RACING              | 2                 | 0                 | 0                 | 0                 | 1                 | 20.5              | 16.º              |
| 2025      | Campeonato Mundial de Resistencia de la FIA - LMGT3 | United Autosports         | Disputándose      | Disputándose      | Disputándose      | Disputándose      | Disputándose      | Disputándose      | Disputándose      |
| 2025      | European Le Mans Series - LMP2 Pro-Am               | United Autosports         | Disputándose      | Disputándose      | Disputándose      | Disputándose      | Disputándose      | Disputándose      | Disputándose      |
| Fuente:   |                                                     |                           |                   |                   |                   |                   |                   |                   |                   |

## Resultados

### Campeonato de Fórmula 2 de la FIA
(Clave) (negrita indica pole position) (cursiva indica vuelta rápida puntuable)

| Año  | Escudería     | 1    | 1    | 2    | 2    | 3   | 3   | 4    | 4    | 5    | 5    | 6   | 6   | 7   | 7   | 8   | 8   | 9   | 9   | 10  | 10  | 11   | 11   | 12   | 12   | Pos. | Puntos | Ref.  |
| ---- | ------------- | ---- | ---- | ---- | ---- | --- | --- | ---- | ---- | ---- | ---- | --- | --- | --- | --- | --- | --- | --- | --- | --- | --- | ---- | ---- | ---- | ---- | ---- | ------ | ----- |
| 2019 | Campos Racing | SAK  | SAK  | BAK  | BAK  | BAR | BAR | MON  | MON  | LEC  | LEC  | SPI | SPI | SIL | SIL | BUD | BUD | SPA | SPA | MNZ | MNZ | SOC  | SOC  | YMC  | YMC  | 21.º | 0      | [ 5 ] |
| 2019 | Campos Racing |      |      |      |      |     |     |      |      |      |      |     |     |     |     |     |     | C   | C   | 12  | 11  | 16   | 15   | 18   | 16   | 21.º | 0      | [ 5 ] |
| 2020 | Trident       | SPI1 | SPI1 | SPI2 | SPI2 | BUD | BUD | SIL1 | SIL1 | SIL2 | SIL2 | BAR | BAR | SPA | SPA | MNZ | MNZ | MUG | MUG | SOC | SOC | SAK1 | SAK1 | SAK2 | SAK2 | 22.º | 1      | [ 6 ] |
| 2020 | Trident       | Ret  | 17   | 16   | Ret  | Ret | 20  | 20   | 12   | 17   | 17   | 15  | 21  | 14  | Ret | 20  | 13  | 14  | 8   | 13  | 15  | 20   | 11   | 17   | 16   | 22.º | 1      | [ 6 ] |

| Año  | Escudería | 1   | 1   | 1   | 2   | 2   | 2   | 3   | 3   | 3   | 4   | 4   | 4   | 5   | 5   | 5   | 6   | 6   | 6   | 7   | 7   | 7   | 8   | 8   | 8   | Pos. | Puntos | Ref.  |
| ---- | --------- | --- | --- | --- | --- | --- | --- | --- | --- | --- | --- | --- | --- | --- | --- | --- | --- | --- | --- | --- | --- | --- | --- | --- | --- | ---- | ------ | ----- |
| 2021 | Trident   | SAK | SAK | SAK | MON | MON | MON | BAK | BAK | BAK | SIL | SIL | SIL | MNZ | MNZ | MNZ | SOC | SOC | SOC | YED | YED | YED | YMC | YMC | YMC | 21.º | 1      | [ 7 ] |
| 2021 | Trident   | 15  | 8   | 14  | 19† | Ret | 14  | 18  | 13  | 15  | NC  | 16  | 19  | NC  | 20  | Ret | 14  | C   | 14  | Ret | 13  | 18  | 19  | 16  | 17  | 21.º | 1      | [ 7 ] |

| Año  | Escudería       | 1   | 1   | 2   | 2   | 3   | 3   | 4   | 4   | 5   | 5   | 6   | 6   | 7   | 7   | 8   | 8   | 9   | 9   | 10  | 10  | 11  | 11  | 12  | 12  | 13  | 13  | 14  | 14  | Pos. | Puntos | Ref.  |
| ---- | --------------- | --- | --- | --- | --- | --- | --- | --- | --- | --- | --- | --- | --- | --- | --- | --- | --- | --- | --- | --- | --- | --- | --- | --- | --- | --- | --- | --- | --- | ---- | ------ | ----- |
| 2022 | Virtuosi Racing | SAK | SAK | YED | YED | IMO | IMO | BAR | BAR | MON | MON | BAK | BAK | SIL | SIL | SPI | SPI | LEC | LEC | BUD | BUD | SPA | SPA | ZAN | ZAN | MNZ | MNZ | YMC | YMC | 22.º | 6      | [ 8 ] |
| 2022 | Virtuosi Racing | 16  | 11  | 8   | 17  | 16  | 11  | 17  | 19  | 15  | 10  | 17† | 8   | Ret | 15  | Ret | 16  | 9   | Ret | 15  | 15  | 12  | 15  | 19  | Ret | 11  | 11  | 19  | 15  | 22.º | 6      | [ 8 ] |